# راسموس هنسن
راسموس هنسن (دانمارکی: Rasmus Hansen; ۱۳ ژانویهٔ ۱۸۸۵ – ۳ ژوئیهٔ ۱۹۶۷) ژیمناست هنری اهل دانمارک بود.